# Christian Gross (Fussballtrainer)
Christian Gross [groːs] (* 14. August 1954 in Zürich) ist ein ehemaliger Schweizer Fussballspieler und heutiger Trainer.
Als Trainer gewann er mit dem Grasshopper Club Zürich und dem FC Basel zwischen 1994 und 2008 insgesamt sechs Meisterschaften und fünfmal den Schweizer Cup. Gross, der auch beim VfB Stuttgart, Tottenham Hotspur und BSC Young Boys tätig war, gewann mit Al Ahli (Saudi-Arabien) 2015 den Prince-Cup sowie 2016 das Double mit der Meisterschaft und dem Kings-Cup. Mit Zamalek Kairo startete er 2018 mit dem Gewinn des Saudi-Aegyptischen Super-Cup und triumphierte mit dem Gewinn des Afrikanischen Confederation Cup 2019. In 32 Jahren kamen insgesamt 16 Titel zusammen.

## Karriere als Spieler
Gross, Sohn eines Polizisten und einer Turmspringerin, begann seine Spielerkarriere beim Grasshopper Club Zürich, den er 1975 verliess. Nach drei Jahren bei Lausanne-Sports und zwei Saisons im Trikot von Neuchâtel Xamax wechselte er 1980 in die deutsche Bundesliga zum VfL Bochum. Für die Bochumer bestritt Gross 29 Bundesligaspiele, in denen er vier Treffer erzielte. Er kehrte in die Schweiz zurück und spielte noch in vier Spielzeiten für den FC St. Gallen und in drei Spielzeiten für den FC Lugano. Gross absolvierte ein Länderspiel für die Schweiz: 1978 in Karl-Marx-Stadt gegen die DDR.

## Karriere als Trainer
1988 ging Gross zum FC Wil, bei dem er als Spielertrainer in der vierthöchsten Spielklasse, der 2. Liga, wirkte. In seiner Amtszeit (1988 bis 1993) stiegen die Wiler mit Gross in einem Zug über die 1. Liga in die Nationalliga B (heute: Challenge League) auf.

### Grasshopper Club Zürich und Tottenham
1993 wechselte Gross zum Grasshopper Club Zürich, mit dem er zweimal Meister wurde (1995 und 1996) und sich zweimal für die Champions League qualifizierte. Am 24. November 1997 wurde er Trainer der damals abstiegsbedrohten Tottenham Hotspur in London. Obwohl er Tottenham mit nur einer Niederlage in den letzten neun Ligaspielen vor dem Abstieg bewahrt hatte, wurde er in der folgenden Saison nach drei Partien entlassen.

### FC Basel
Gross war vom 1. Juli 1999 bis Ende der Saison 2008/09 Trainer des FC Basel, den er in drei Jahren zum ersten Meistertitel seit 1980 führte. Zuvor war der FC Basel unter Gross in das Finale des UI-Cups eingezogen. 2002 und 2008 qualifizierte sich Gross mit dem FC Basel für die Champions League. 2004, 2005 und 2008 gewann der FC Basel den zweiten, dritten und vierten Meistertitel unter Gross. 2002, 2003, 2007 und 2008 gewann er mit dem FCB den Schweizer Cup (Swisscom Cup).
Der FC Basel und Gross lösten ihren Vertrag zum Ende der Saison 2008/09 auf.

### VfB Stuttgart
Am 6. Dezember 2009 wurde Gross Trainer des VfB Stuttgart, bei dem er einen bis Juni 2011 befristeten Vertrag unterzeichnete; er ersetzte Markus Babbel. Gross konnte den sich zum Zeitpunkt der Übernahme des Traineramtes auf Platz 15 befindlichen VfB stabilisieren und bis Ende der Saison 2009/10 auf den sechsten Tabellenplatz zurückführen – der Verein qualifizierte sich dadurch für die UEFA Europa League. Gross hatte in dieser Saison mit 2,26 Punkten pro Spiel den besten Punkteschnitt aller Bundesligatrainer. Nach einem enttäuschenden Start in die Saison 2010/11 – sechs Niederlagen in sieben Spielen und letzter Tabellenplatz – wurde er am 13. Oktober 2010 von seinen Aufgaben als Trainer des VfB Stuttgart freigestellt. Nachfolger wurde sein bisheriger Assistenztrainer Jens Keller.

### BSC Young Boys
In der Sommerpause 2011 verpflichtete der Berner Sport Club Young Boys Gross als Nachfolger für Vladimir Petković für die Saison 2011/12. Am 29. April 2012 wurde er entlassen, auch wenn er in den letzten neun Meisterschafts-Spielen 16 Punkte gewonnen hatte und mit YB an dritter Position in der Meisterschaft lag.

### Zweimal Al-Ahli
Vom Juli 2014 an war Gross für zwei Jahre als Nachfolger des Portugiesen Vítor Pereira Trainer bei al-Ahli in der saudi-arabischen Hafenstadt Dschidda. Mit dem Verein gewann er 2015 den Kronprinzenpokal sowie 2016 den Pokal des Königs und die Landesmeisterschaft. Persönlich wurde ihm die Ehre des Trainers des Jahres von 2016 zuteil. Mitte 2016 folgte ihm mit José Manuel Gomes ein weiterer Portugiese im Amt nach. Nach dessen Entlassung übernahm Gross im November 2016 erneut das Traineramt. Trotz erneuten Erfolgen – unter anderem die Qualifikation für den Viertelfinal der arabischen Champions League – legte Gross sein Amt auf Ende Saison nieder, da er sich mit dem Klub auf keine Vertragsverlängerung einigen konnte.

### Zamalek SC
Im April 2018 verhandelte Gross über einen Vertrag beim Zamalek SC in Kairo, wegen Ungereimtheiten unterschrieb Gross den Vertrag jedoch nicht, entgegen der Falschmeldungen in der Presse. Im Juli 2018 unterschrieb Gross im zweiten Anlauf einen Einjahresvertrag und wurde Trainer beim zweiterfolgreichsten Verein Ägyptens. Am 6. Oktober 2018 gewann er den Saudi-Ägyptischen Super-Cup gegen Al Hilal (Saudi), im Mai 2019 gewann Gross mit seinem Team den Afrikanischen Confederation Cup, den zweithöchsten Clubwettbewerb Afrikas. Die Ägypter gewannen gegen Renaissance de Berkane aus Marokko mit 5:3 n. P. Auch in Ägypten wurde er zum Trainer des Jahres 2019 ernannt. Am 1. Juni 2019 lief sein Vertrag mit Zamalek aus, obwohl die letzten 4 Spiele der Meisterschaft über das offizielle Saisonende hinaus verschoben wurden, wurde der Vertrag mit Gross nicht verlängert. Sein Team hatte zu diesem Zeitpunkt 7 Punkte Rückstand auf den Leader, der jedoch zwei Spiele mehr ausgetragen hatte.

### Erneute Rückkehr zu Al-Ahli
Im Oktober 2019 kehrte er als Trainer zu al-Ahli zurück. Auch wenn er die Qualifikation für die asiatische CL schaffte und den Club in den Halbfinal des King-Cups führte, wurde er nach einem Präsidenten- und Managementwechsel am 21. Februar 2020 freigestellt. Gross hatte 12 von 18 Spielen gewonnen, der Club lag auf dem 3. Rang in der Meisterschaft.

### FC Schalke 04
Im Mai 2020 verkündete er im SRF seinen Rückzug aus dem aktiven Trainerdasein und eine Neuausrichtung für die Trainerberatung über seine Firma Teamtalk GmbH, in Zusammenarbeit mit der SBE Management AG von Philipp Degen.
Dennoch übernahm Gross am 27. Dezember 2020 die Bundesligamannschaft des FC Schalke 04, die nach dem 13. Spieltag der Saison 2020/21 mit 4 Punkten auf dem letzten Platz stand, wobei der Rückstand auf den Relegationsplatz 6 Punkte betrug, und saisonübergreifend seit 29 Ligaspielen sieglos war. Der 66-Jährige unterschrieb einen Vertrag bis zum Saisonende und wurde nach David Wagner, Manuel Baum und Huub Stevens (interim) zum vierten Schalker Cheftrainer in dieser Spielzeit. Gross wurde vom Sportvorstand Jochen Schneider verpflichtet, der während Gross’ Zeit beim VfB Stuttgart (2009–2010) dort Sportdirektor gewesen war. Nach einer Niederlage gewann die Mannschaft in seinem zweiten Spiel am 9. Januar 2021 erstmals seit dem 17. Januar 2020 wieder in der Bundesliga. Mit 30 sieglosen Spielen in Folge blieb der FC Schalke 04 somit hinter Tasmania Berlin, das in der Saison 1965/66 31-mal in Folge sieglos geblieben war.
Anschliessend blieb die Mannschaft trotz der Rückkehr von Klaas-Jan Huntelaar und Sead Kolašinac sowie der Verpflichtung des Weltmeisters von 2014, Shkodran Mustafi, weitere neun Spiele sieglos, in denen sie lediglich zwei Tore erzielte. Schalke 04 verdiente sich nur zwei Zähler und verlor auch das zweite Revierderby der Saison gegen Borussia Dortmund (0:4). Im Anschluss an die Partie des 23. Spieltags, die mit 1:5 in Stuttgart verloren gegangen war, trennte sich der FC Schalke von Gross; darüber hinaus mussten auch der Sportvorstand Jochen Schneider und der Teamkoordinator Sascha Riether gehen. Im Vorfeld des Spiels hatte es Medienberichte gegeben, denen zufolge einige Führungsspieler bei Schneider die Ablösung von Gross gefordert hatten. Dieser gab die Mannschaft auf dem letzten Platz mit 9 Punkten Rückstand auf den Relegationsplatz stehend ab.

### Rückkehr zu Zamalek SC
Im Dezember 2024 wurde er im Alter von 70 Jahren erneut Trainer des ägyptischen Vereins Zamalek SC. Nach nur zwei Monaten wurde Gross wieder entlassen, obwohl seine Bilanz mit 9 Siegen, 3 Unentschieden und nur 2 Niederlagen gut war.

## Erfolge als Trainer

### Mit dem Grasshopper-Club Zürich
- Schweizer Meister: 1995, 1996
- Schweizer Cup: 1994

### Mit dem FC Basel
- Schweizer Meister: 2002, 2004, 2005, 2008
- Schweizer Cup: 2002, 2003, 2007, 2008
- UI-Cup: Finale 2001

### Mit dem Al-Ahli Saudi FC
- Meisterschaft von Saudi-Arabien: 2016
- King Cup: 2016
- Kronprinzenpokal: 2015

### Mit Zamalek SC
- Saudi-Ägyptischer Super-Cup: 2018[28]
- CAF Confederation Cup: 2019

### Individuell
- 9 × Fussballtrainer des Jahres in der Schweiz: 1994, 1996, 1997, 2001, 2002, 2003, 2004, 2005, 2008
- Fussballtrainer des Jahres in Saudi-Arabien 2016
- Fussballtrainer des Jahres in Ägypten 2019